# Congrogadus amplimaculatus
Congrogadus amplimaculatus is een  straalvinnige vissensoort uit de familie van dwergzeebaarzen (Pseudochromidae). De wetenschappelijke naam van de soort is voor het eerst geldig gepubliceerd in 1980 door Winterbottom.
De soort staat op de Rode Lijst van de IUCN als Onzeker, beoordelingsjaar 2009.